# Альпагуайо
Альпагуайо (Percnostola arenarum) — вид горобцеподібних птахів родини сорокушових (Thamnophilidae). Ендемік Перу.

## Опис
Довжина птаха становить 14,5 см, вага 22-24 г. Виду притаманний статевий диморфізм. У самців верхня частина тіла темно-сіра, лоб темний, спина дещо світліша, пера на тімені мають дещо світлі края. Стернові пера темно-сірі, 2 пари крайніх стернових пер мають тонкі коричнювато-сірі края. Покривні пера крил чорні з тонкими білими краями. Обличчя і скроні темно-сірі, підборіддя і горло чорнуваті, решта нижньої частини тіла темно-сірі. У самиць верхня частина тіла темно-сіра. Покривні пера крил чорні з рудувато-коричневими краями. Підборіддя, щоки, горло і груди білі з рудувато-охристим відтінком, боки білуваті з коричневим відтінком. центральна частина живота біла. Очі сірі, дзьоб чорний, лапи сизі.

## Поширення і екологія
Альпагуайо мешкають на північному сході Перу, в регіоні Лорето, на північ від річки Мараньйон, в басейнах річок Морона і Нанай. Вони живуть в густому підліску сухих тропічних лісів, що ростуть на піщаних ґрунтах і складаються переважно з невисоких (до 10 м висотою) пальм Euterpe catinga та дерев роду Caraipa. Живляться переважно комахами.

## Збереження
МСОП класифікує цей вид як вразливий. За оцінками дослідників, популяція альпагуайо становить від 1000 до 2500 птахів. Їм загрожує знищення природного середовища.